# Põltsamaa (riu)
El Põltsamaa (també Paala i, segons els trams, Mustjõgi, Vakkjõgi i Vorstijõgi; en alemany Pahle) és un riu d'Estònia, afluent per la dreta del Pedja. Antigament, el riu Põltsamaa també havia estat considerat un afluent de l'Emajõgi.
S'origina a les fonts situades al vessant sud-oest de l'altiplà de Pandivere. El riu té una longitud de 136 km i una conca hidrogràfica de 1297 km². El seu desnivell total és de 72 m, amb un pendent mitjà de 0,53 m/km. El riu Põltsamaa forma part de la conca d'aigua d'Estònia Oriental, dins de la subconca de Peipsi.
A la vora del riu es troba el municipi de Põltsamaa.
El riu Põltsamaa és l'únic riu d'Estònia que flueix dins dels límits de quatre comtats.

## Curs del riu

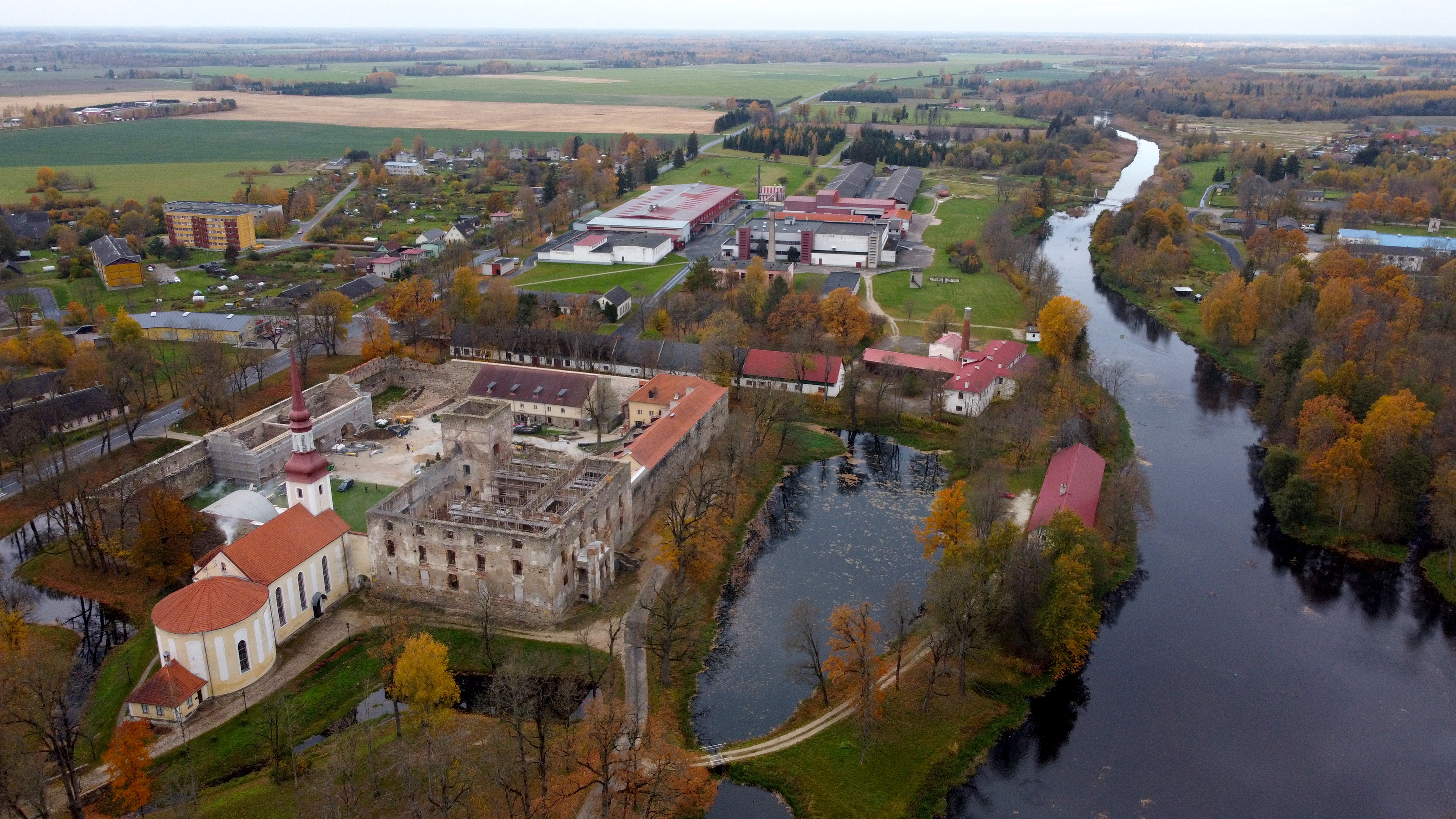
El castell i el riu de Põltsamaa.

El curs alt del riu Põltsamaa es troba al comtat de Lääne-Viru, en una zona densament poblada i agrícola. L'origen del riu es troba a la vall de Vao, al sud de la carretera Väike-Maarja-Tamsalu. A la zona, diferents trams d’aquesta part del riu han rebut noms diferents segons els pobles que travessa: rierol de Vao, rierol de Kiltsi, Vorsti, Ao o Piibe. A Ao hi ha dues preses, una de les quals ha estat adaptada com a ràpid i a l’altra s’hi ha construït una escala per a peixos. A la capçalera, el riu Põltsamaa rep per la dreta el rierol Ilmandu i per l’esquerra el riu Nõmme.

### Branca fluvial Vana-Vorsti a la reserva natural d’Endla
La part superior del curs mitjà del riu Põltsamaa discorre per la frontera dels comtats de Jõgeva i de Järva, en una zona majoritàriament pantanosa i boscosa amb poca presència humana. Des de Piibe fins a Jõeküla, el riu flueix entre grans aiguamolls i torberes del sistema d'Endla, i des d’allà fins a Rutikvere el paisatge està dominat per aiguamolls baixos, boscos d’avets i prats pantanosos. El tram lent i sinuós del riu a partir de Piibe encara era conegut al segle XIX com a riu Mõhkjõgi.
A prop de l’illa pantanosa de Nava, el riu es divideix en dues branques. La branca de la dreta, coneguda com Vanajõgi o riu Vana-Vorsti, que no ha estat dragada i conserva un aspecte natural, és desemboquen els rius Preedi i Oostriku. La branca de l’esquerra és parcialment artificial i comença al rierol Nava, que connecta amb el llac Endla. A la segona meitat del segle XIX es va excavar un canal (conegut com canal Räägu o Uusjõgi) des del llac Endla fins al riu Põltsamaa a través del llac Sinijärv, amb l’objectiu d’abaixar el nivell de l’aigua del llac i drenar les prades del voltant. També es va construir una presa al rierol de Nava, però a causa d’errors topogràfics el nivell de l’aigua només va baixar 30 cm. Després d’un dragatge la dècada de 1950, el nivell dels llacs va baixar tant que gairebé tot el llac Endla i el llac Sinijärv van desaparèixer i el flux a la branca dreta (Vanajõgi) es va reduir considerablement. El rierol de Nava, que abans podia fluir en ambdues direccions segons el nivell de l’aigua, només fluïa cap a l'Endla. L’any 1968 es va construir una presa bàsica a Sinijärv, que va restaurar en gran part tots dos llacs. El 1997 s’hi va construir una presa més sòlida i el 2005 s’hi va afegir una escala per a peixos. Des d'aleshores, la major part de l’aigua del riu Põltsamaa flueix pel Vanajõgi i el rierol Nava torna a fluir en ambdues direccions. El Vanajõgi i el canal Räägu s’uneixen poc abans de Jõeküla. Des de Jõeküla fins a Rutikvere, el riu és ample i de corrent ràpid, i en alguns trams és conegut també com a riu de Jõeküla o de Rutikvere. Just abans de Rutikvere (a partir de Päinurme) hi havia antigament tres branques del riu, però després dels treballs de dragatge les branques secundàries s’estan envaint de vegetació.

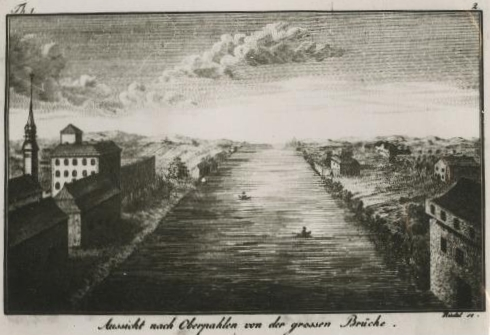
Pas del riu per Põltsamaa, 1809.

La part inferior del curs mitjà del riu, de Rutikvere a Kamari, travessa zones agrícoles més densament poblades. El riu Põltsamaa, que travessa l’antic municipi de Pajusi, apareixia al seu escut i bandera. A la ciutat de Põltsamaa hi havia antigament dues branques del riu, però després que el llit de la branca que travessa la ciutat es comencés a explotar com a pedrera de pedra calcària per a la construcció, aquesta es va anar profunditzant i la branca de la dreta que anava de Kuningamäe cap a Kamari va desaparèixer. A causa d’aquesta extracció, en alguns punts de la ciutat el marge del riu és alt i escarpat. A Põltsamaa hi ha diverses illes fluvials: la Naistesaar (també dita Naissaarik), la Saunasaar, la Roosisaar (abans Kaubasaar) i l’illa de la rectoria, així com tres illes sense nom a la zona de la planta depuradora. A Rutikvere, Põltsamaa i Kamari hi ha preses al riu (dues a Kamari) amb escales per a peixos. Una antiga presa il·legal riu avall de les preses de Kamari va ser enderrocada a finals del 2014. El 2015 es va eliminar també la presa en ruïnes de Külmoja, situada 2 km més envall, i amb l’escala per a peixos que es va construir aquell any a la presa de Rutikvere, es van eliminar els darrers obstacles que dificultaven el pas dels peixos migratoris al riu Põltsamaa.

### El riu a Rõika

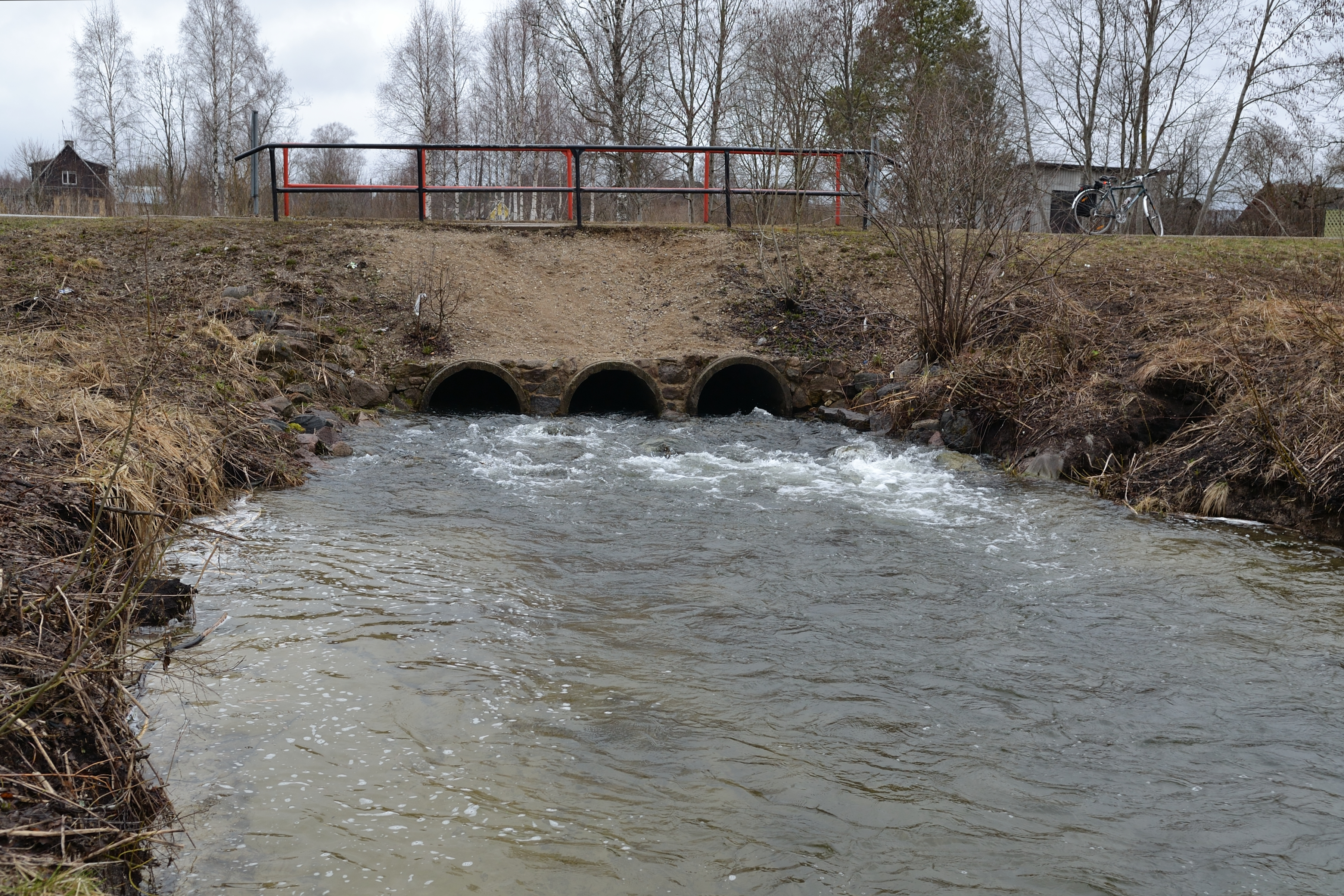
El riu a Kiltsi.

El curs baix del riu transcorre per una zona poc poblada de boscos i torberes al comtat de Viljandi. A la dècada del 1790 es van construir fàbriques de miralls i vidre a Rõika i Meleski, per a les quals es va construir un embassament per obtenir energia hidràulica. Durant l’època soviètica, es va reduir el nivell de l’embassament per al drenatge dels terrenys.
Entre 1843 i 1844 es van netejar les pedres i soques del curs baix del riu, i des de Tartu va començar a navegar-hi el vaixell de vapor "Karl" fins a la fàbrica de miralls de Rõika-Meleski.
Entre 1923 i 1924, el curs baix del riu va ser declarat via navegable. En aquella època, un riu considerat navegable havia de tenir una certa amplada i profunditat (com a mínim 0,5 metres), estar lliure de ràpids i tenir un curs prou recte. També es considerava navegable per a les barques el tram per damunt de Rõika, tot i que el tram per sobre de Põltsamaa només ho era temporalment.
El riu Põltsamaa desemboca al riu Pedja 4,3 km abans que aquest desemboqui a l’Emajõgi.

## Fauna
Segons les captures experimentals, les espècies de peixos més esteses al riu Põltsamaa són el lluç de riu, l'alburn i el barb de riera; una espècie també molt comuna és el gobi. A la capçalera és habitual la truita de riu, mentre que al curs mitjà i inferior hi predominen la saboga, la llamprea i la perca, entre d'altres, També es considera probable que de forma permanent o regular hi hagi carassius, llopets de riu i anguiles. La diversitat d'espècies i l'abundància de determinades poblacions en diversos trams del riu han estat afectades negativament per les preses que impedeixen la migració dels peixos. A finals del 2015, totes les preses del riu havien estat habilitades amb de passos per a peixos, havien estat transformades en ràpids o havien estat eliminades.
El riu Põltsamaa ha tingut en determinats períodes una població abundant de crancs, però que ha estat devastada repetidament per epidèmies (1897–1901, 1935, 2004–2005). Des del 2005 no s'ha capturat cap cranc en les proves de pesca, tot i que es creu que en alguns punts encara podria subsistir-ne una petita població.

## Galeria

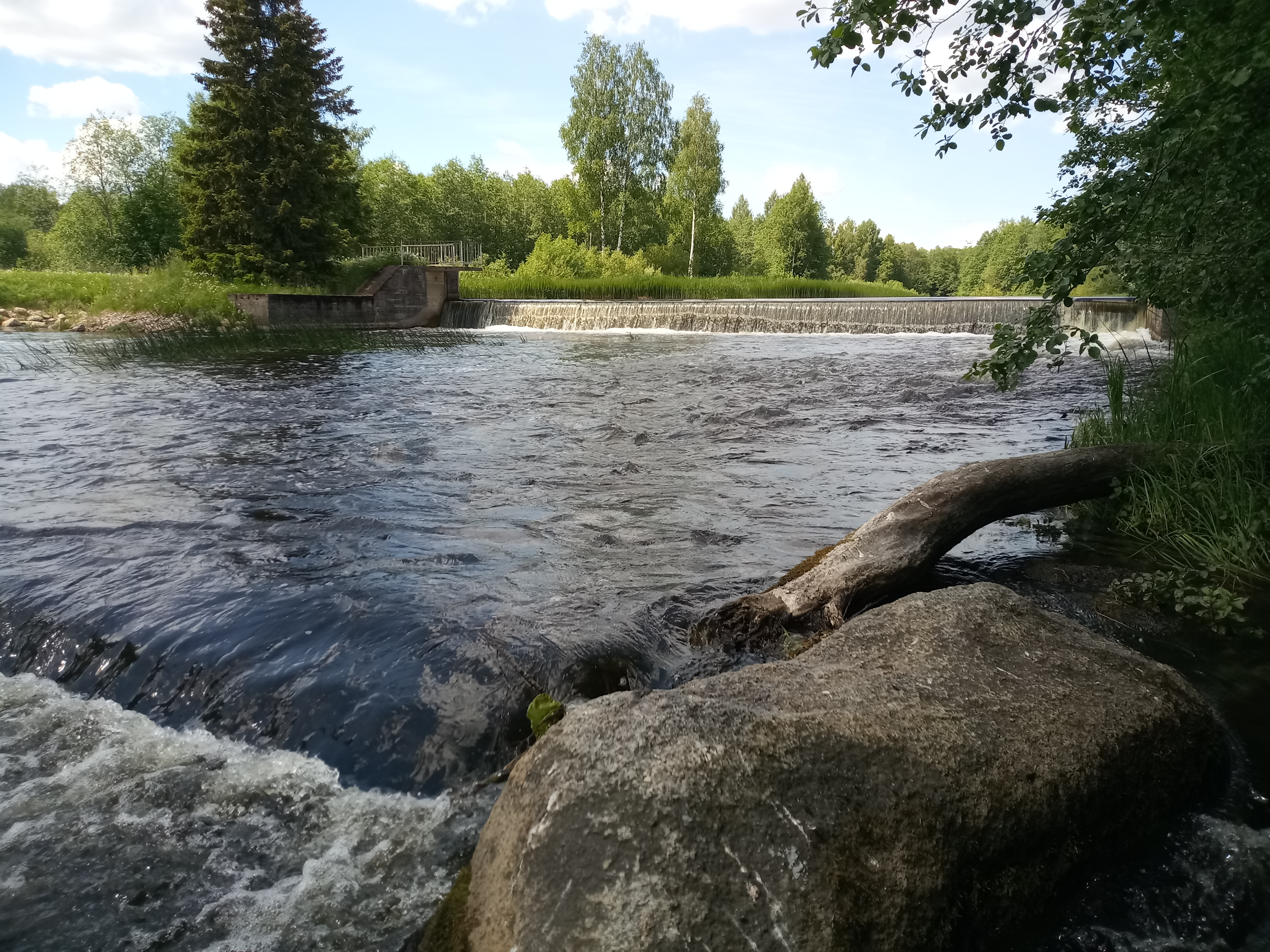
Presa de Rutikvere
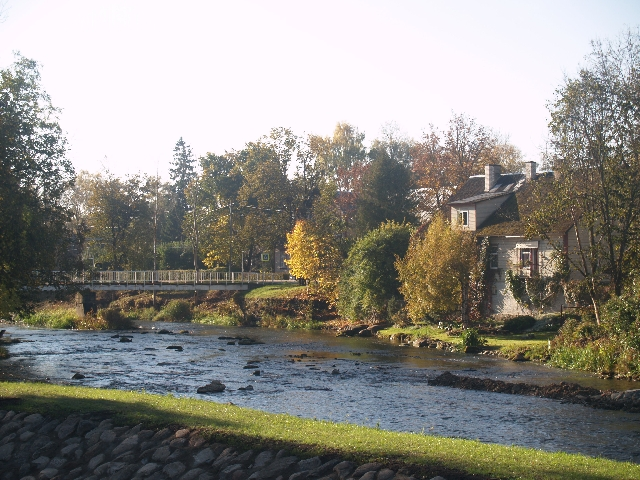
El riu Põltsamaa des de l’illa Roosisaar
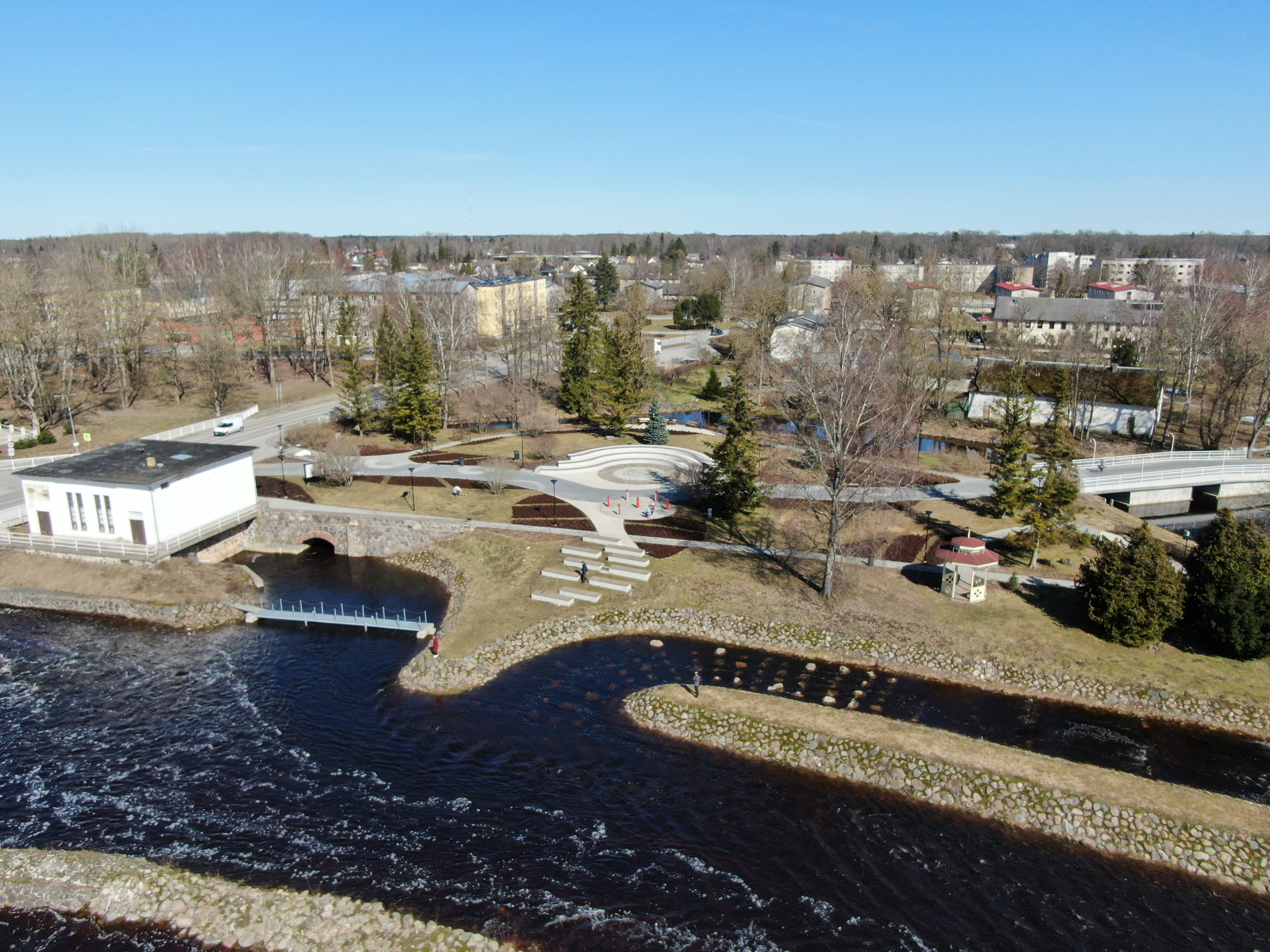
El riu Põltsamaa i l’escala per a peixos a Põltsamaa
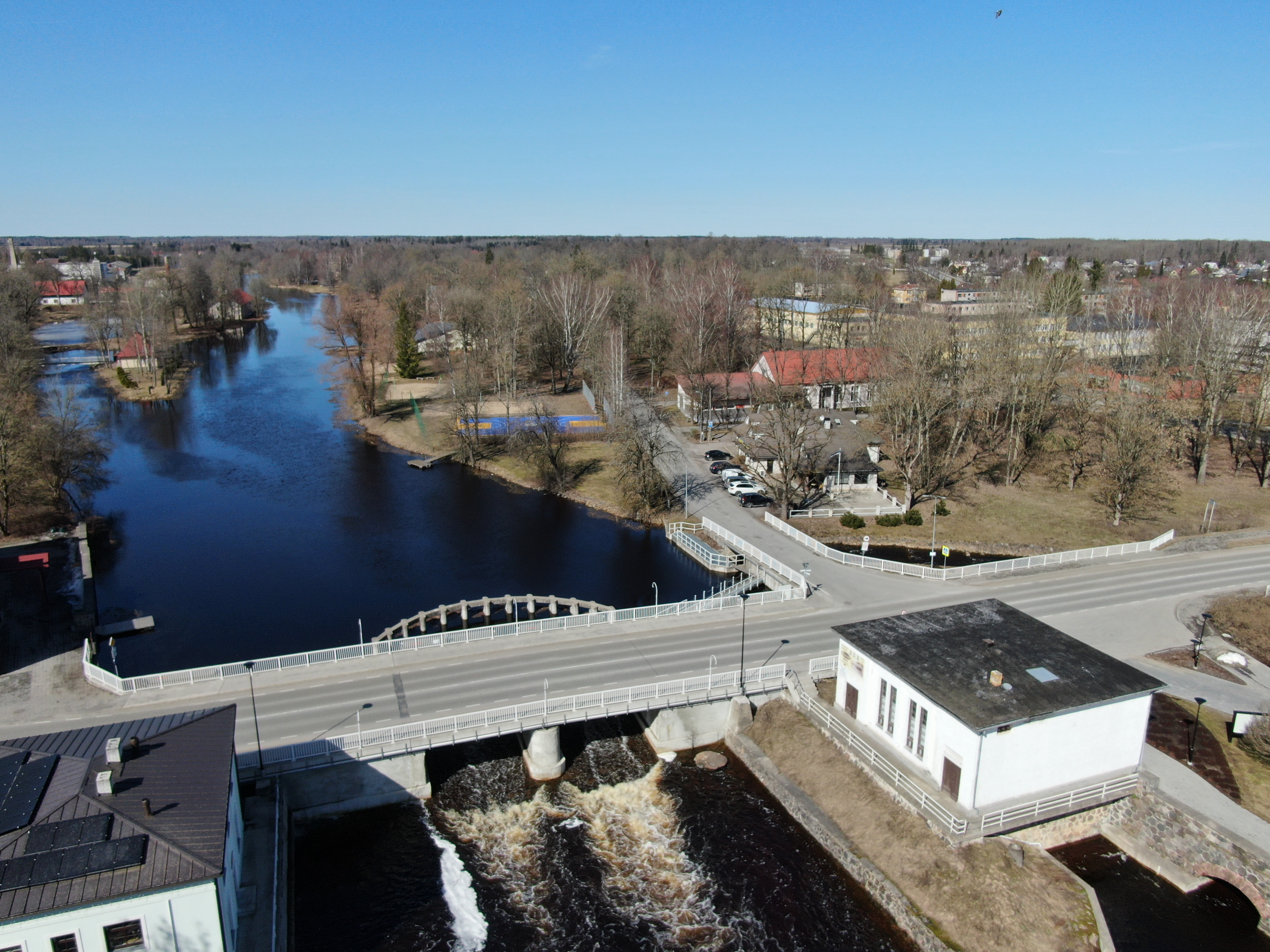
El riu Põltsamaa i el gran pont
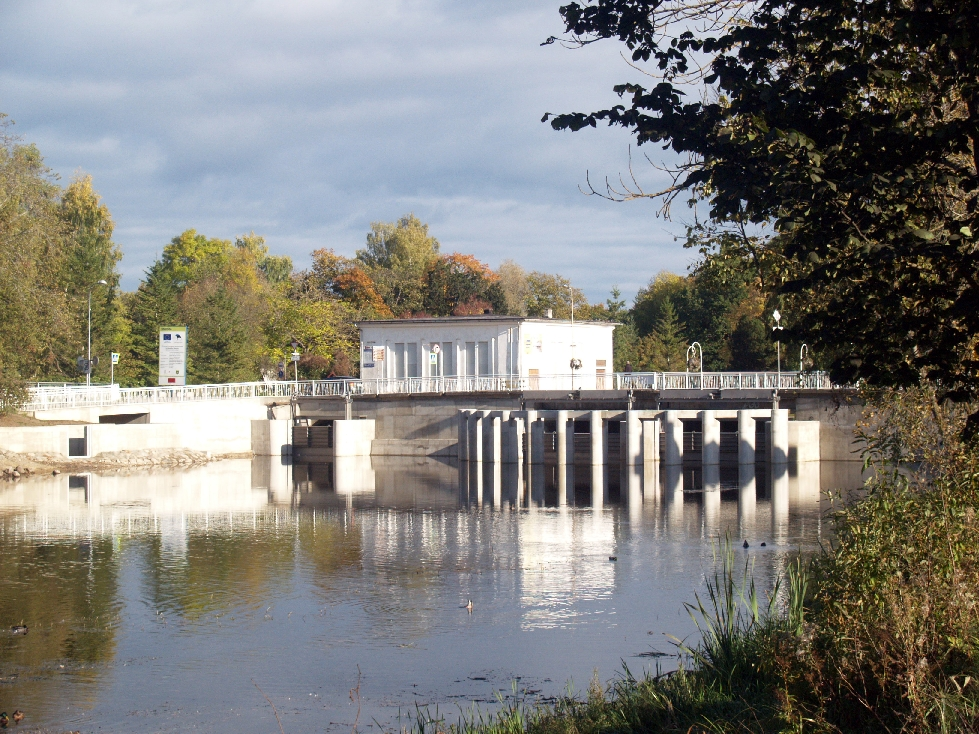
Gran pont de Põltsamaa
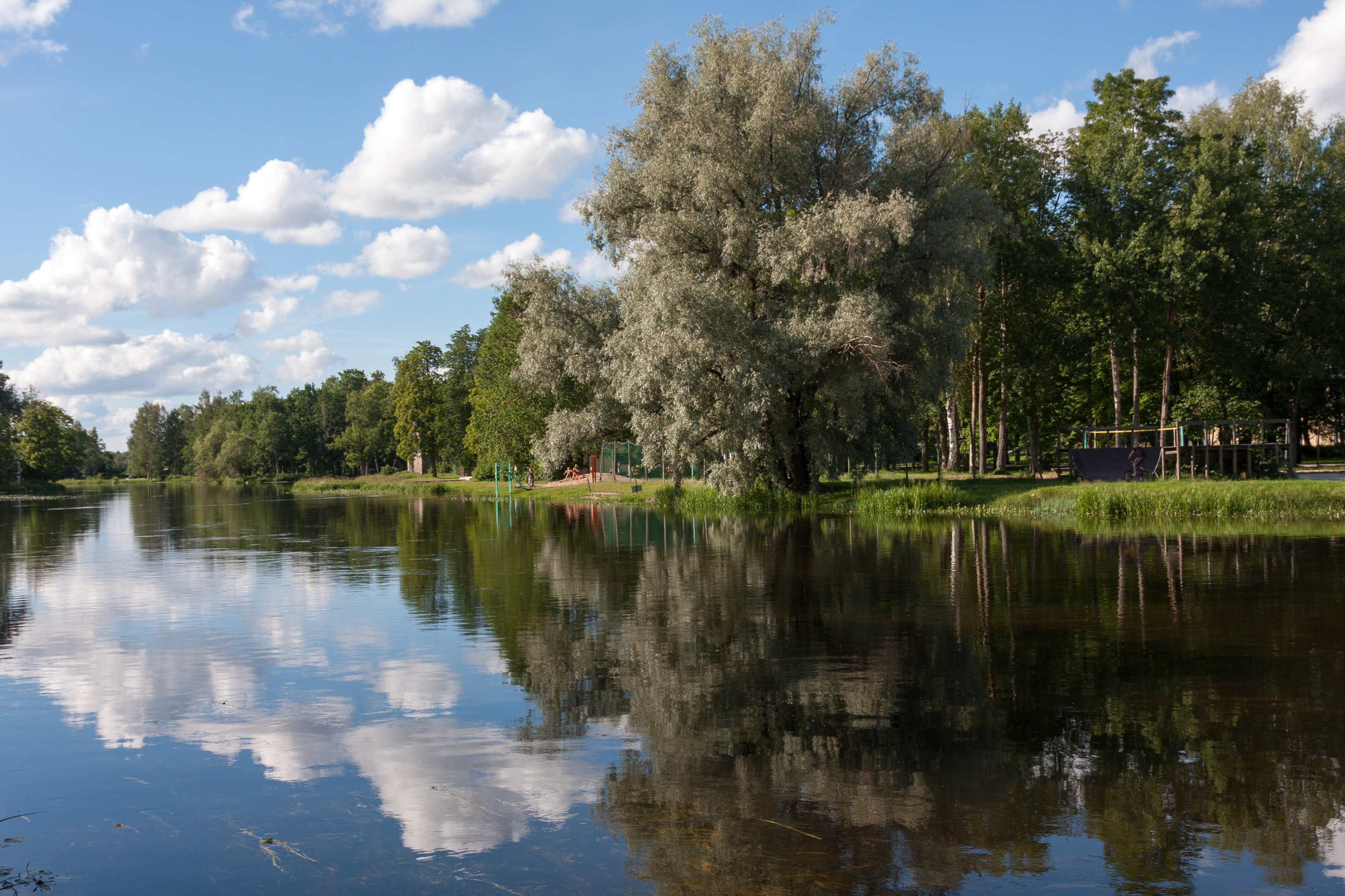
La zona costanera de la ciutat de Põltsamaa
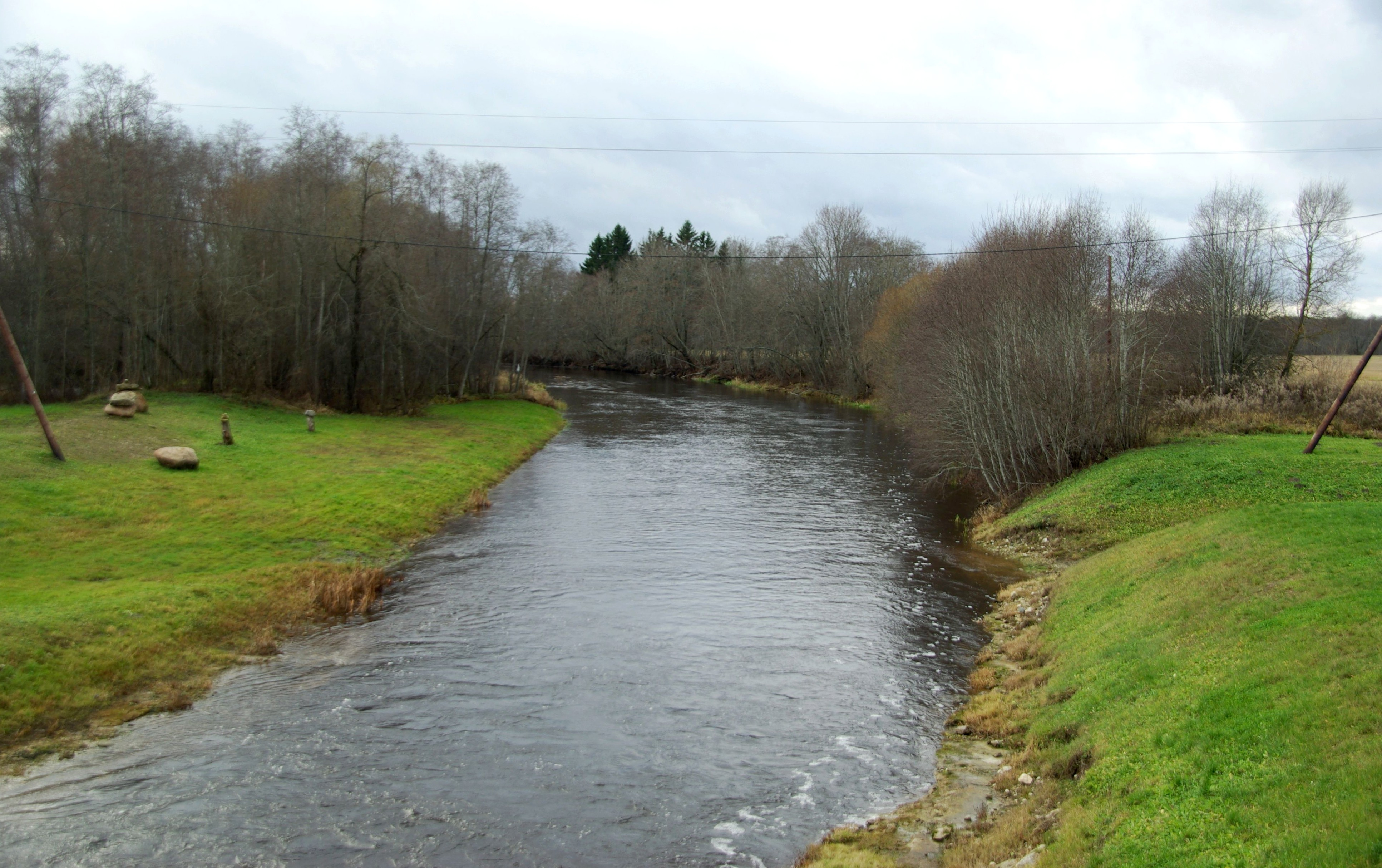
El riu a prop de Kamari